# U-Bahnhof Hoisbüttel
Der U-Bahnhof Hoisbüttel ist eine Haltestelle der Hamburger U-Bahn-Linie U1. Das Kürzel der Station bei der Betreiber-Gesellschaft Hamburger Hochbahn Aktiengesellschaft lautet „HT“.
Der Bahnhof liegt im Ortsteil Lottbek der Gemeinde Ammersbek nordöstlich von Hamburg.

## Anlage

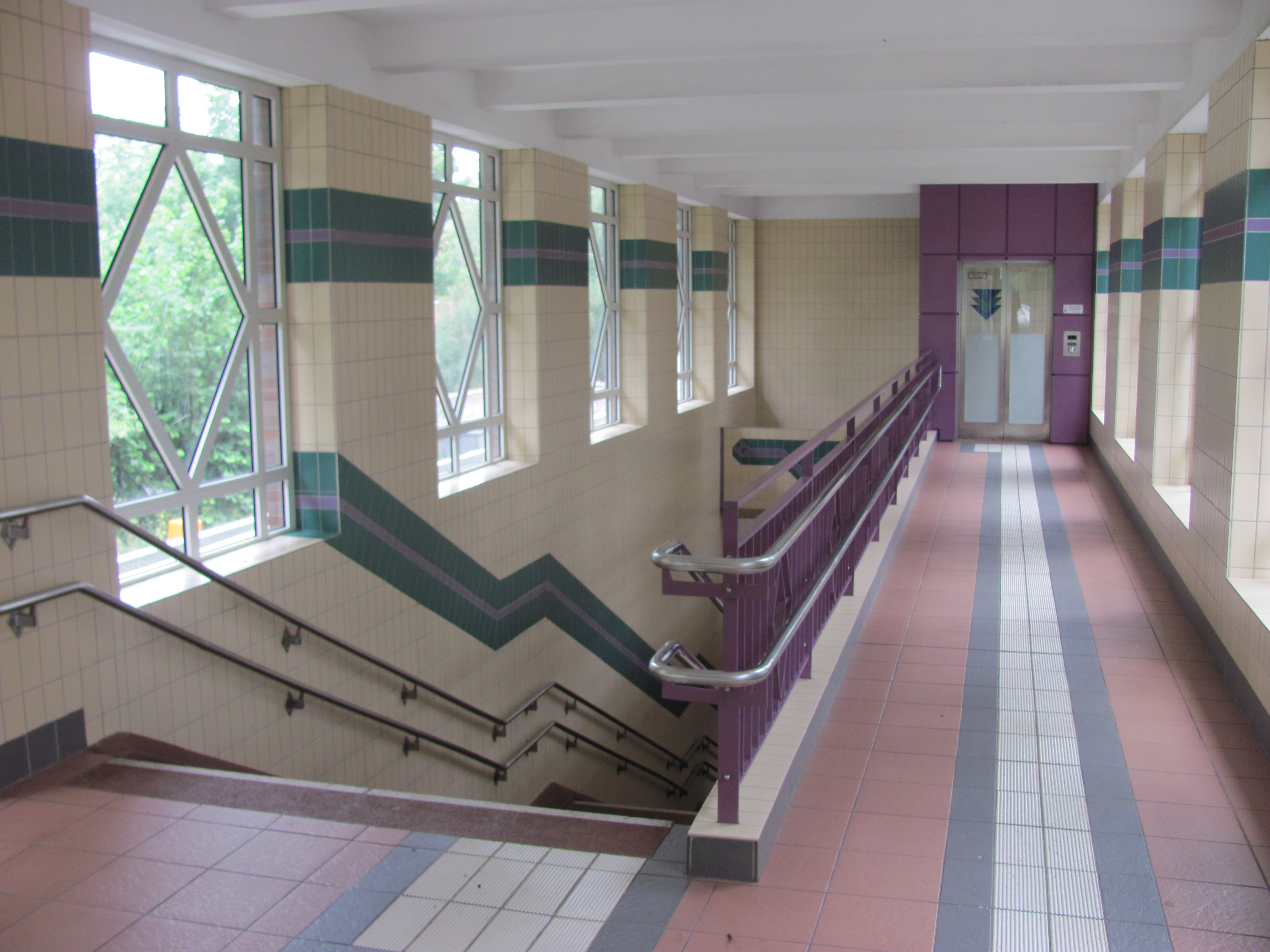
Treppenaufgang und Aufzug

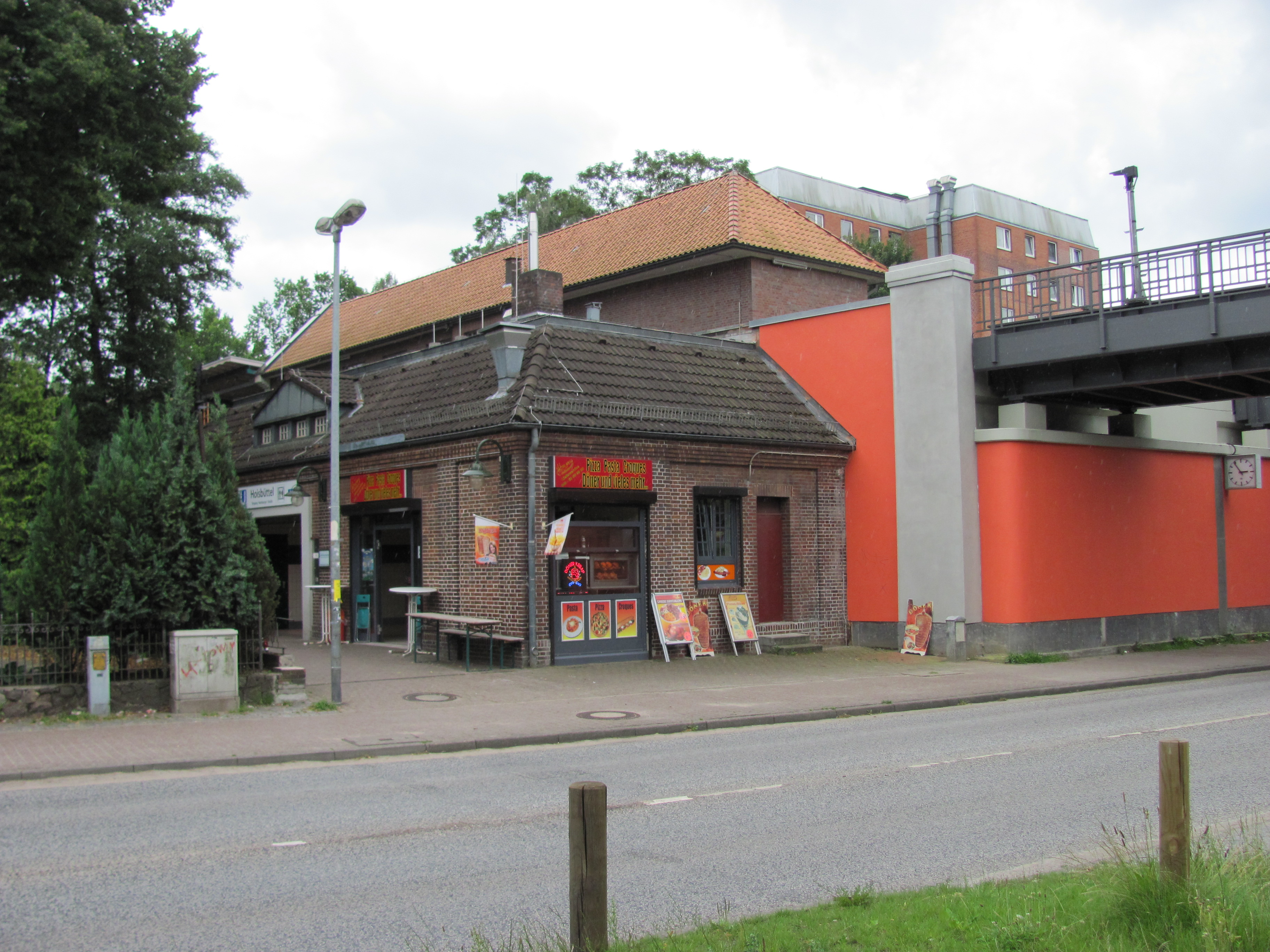
Das Bahnhofsgebäude (Nordostseite)

Der Bahnhof verfügt heute über einen etwa 120 Meter langen Mittelbahnsteig auf einem Bahndamm. Die Haltestelle befindet sich parallel zur Straße „An der Hochbahn“ und endet im Nordwesten vor der Brücke über die Hamburger Straße. Dort steht auch das Empfangsgebäude. Von dort führen sowohl eine feste Treppe als auch ein Aufzug zum Bahnsteig. Durch den Aufzug ist die Station barrierefrei erreichbar.
An der Georg-Sasse-Straße befindet sich eine Park+Ride-Anlage mit 108 Plätzen.

## Geschichte
Der Bahnhof wurde von 1912 bis 1914 nach Plänen von Eugen Göbel direkt östlich neben der vorhandenen ebenerdigen Strecke der Elektrischen Kleinbahn Altrahlstedt–Volksdorf–Wohldorf errichtet. Wegen des Ersten Weltkriegs fand aber auf der neuen Anlage bis September 1918 noch kein Betrieb statt. Erst als ein provisorischer Dampfbetrieb nach Barmbek (damals: Barmbeck) eröffnet wurde, ging die Haltestelle offiziell in Betrieb.
Dieser provisorische Fahrbetrieb wurde bereits Mitte 1919 wieder eingestellt. 1924 wurde eines der Streckengleise demontiert und Anfang Februar 1925 der elektrische Betrieb aufgenommen. 1927 wurde ein zweites Gleis montiert, das anfangs jedoch erst kurz vor der Haltestelle begann und bis zur Endhaltestelle Ohlstedt führte.
Erst 1954 wurde das zweite Gleis bis nach Volksdorf verlängert, damit war die gesamte Strecke nach Ohlstedt zweigleisig ausgebaut.
1989 wurde der Bahnhof umgebaut, dabei wurde die Treppe verschmälert und ein Aufzug eingebaut sowie ein Ausgang zur Südwestseite des Bahndamms geschaffen.

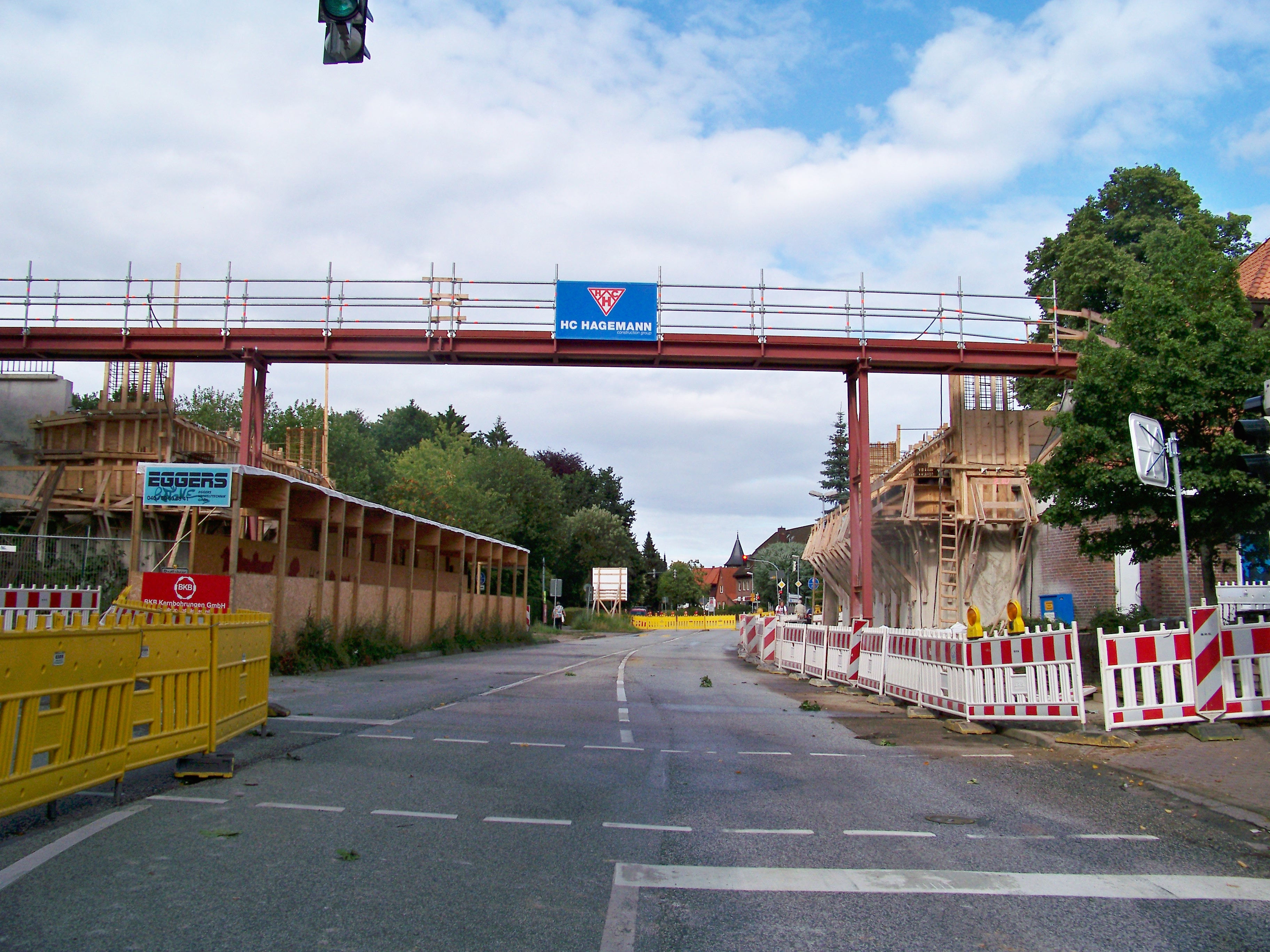
Brückenaustausch 2009 von Südwesten gesehen

Im Juli 2009 wurde im Rahmen der Erneuerung der U-Bahn-Brücken des Ohlstedter U1-Zweiges (Projekt „Brückenschlag 2009“) auch die beiden Hoisbütteler Brücken ausgetauscht. Dafür wurde die Hamburger Straße für mehrere Tage gesperrt.
| Linie | Verlauf |
| ----- | --- |
| U 1   | Norderstedt Mitte – Richtweg – Garstedt – Ochsenzoll – Kiwittsmoor – Langenhorn Nord – Langenhorn Markt – Fuhlsbüttel Nord – Fuhlsbüttel – Klein Borstel – Ohlsdorf – Sengelmannstraße (City Nord) – Alsterdorf – Lattenkamp (Sporthalle) – Hudtwalckerstraße – Kellinghusenstraße – Klosterstern – Hallerstraße – Stephansplatz (Oper/CCH) – Jungfernstieg – Meßberg – Steinstraße – Hauptbahnhof Süd – Lohmühlenstraße – Lübecker Straße – Wartenau – Ritterstraße – Wandsbeker Chaussee – Wandsbek Markt – Straßburger Straße – Alter Teichweg – Wandsbek-Gartenstadt – Trabrennbahn – Farmsen – Oldenfelde – Berne – Meiendorfer Weg – Volksdorf / Streckenast Ohlstedt – Buckhorn – Hoisbüttel – Ohlstedt \ Streckenast Großhansdorf – Buchenkamp – Ahrensburg West – Ahrensburg Ost – Schmalenbeck – Kiekut – Großhansdorf |